# Орхонски надписи
Орхонските надписи са най-старите известни тюркски текстове. Те са издигнати близо до река Орхон през 732 и 735 г. в памет на двама от тюркските ханове, Билге и Кюл тегин.
Орхонските надписи са изсечени в два паметника със старотюркски руни (орхонска писменост), разчетени от датския филолог Вилхелм Томсен през 1893 година. Сравнението на надписите с паметници, открити в Китай, доказва, че гоктюрките и туджуе от китайските източници са един и същ народ.